# Chapelle Saint-Clair d'Aiguilhe
Pour les articles homonymes, voir Chapelle Saint-Clair.
La chapelle Saint-Clair est une chapelle de style roman auvergnat située à Aiguilhe, dans le département français de la Haute-Loire en région Auvergne-Rhône-Alpes.
Elle est également dénommée Temple de Diane.

## Localisation
La chapelle est située au pied du piton volcanique sur lequel se trouve l'église Saint-Michel d'Aiguilhe.

## Historique
La chapelle est édifiée au XIIe siècle comme chapelle de l'hôpital Saint-Nicolas fondé par Bernard, gardien du sanctuaire en 1088.

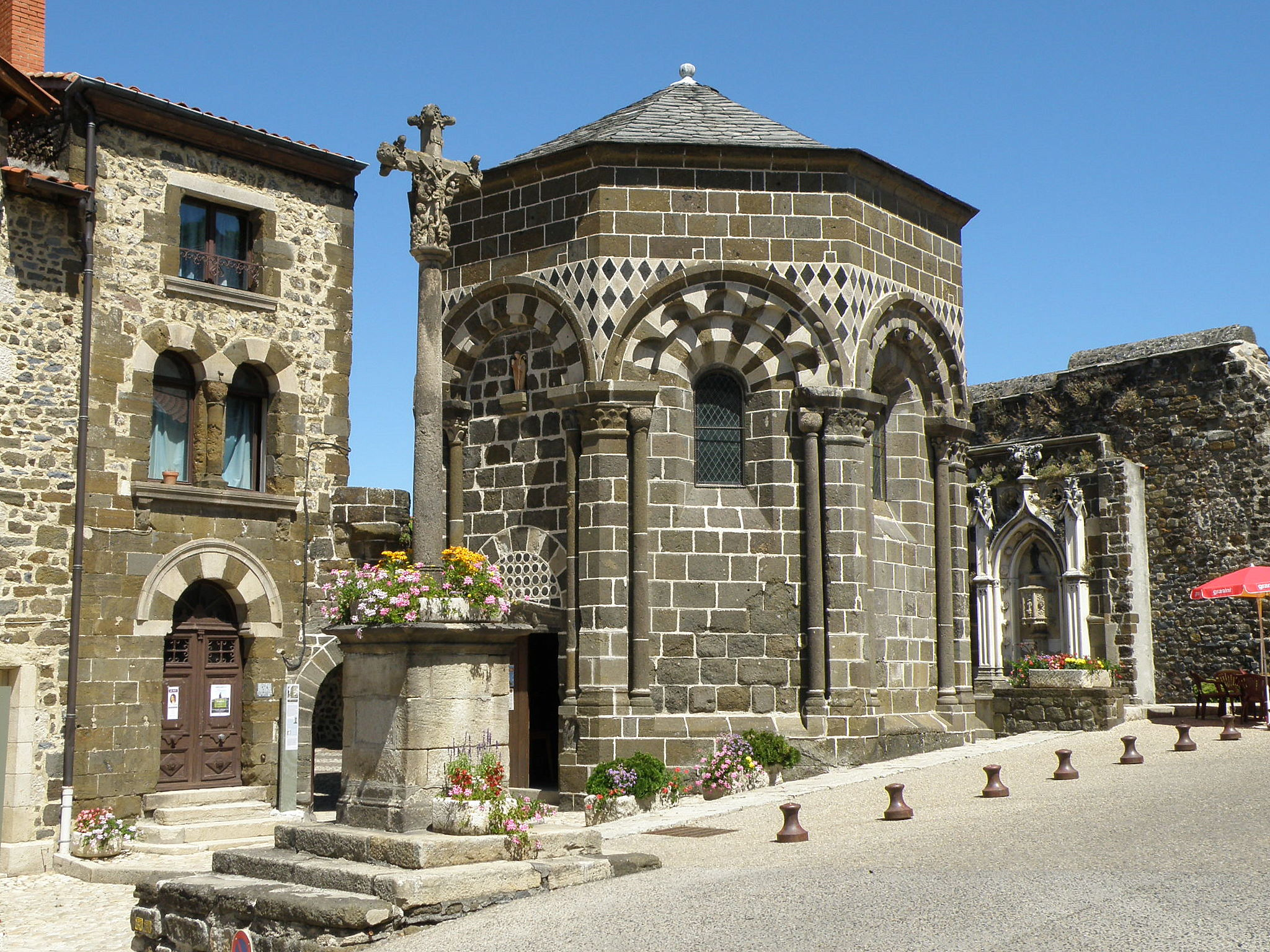
Hôpital, chapelle, calvaire et autel néogothique.

## Protection
L'édifice est classé au titre des monuments historiques en 1889.

## Architecture
La chapelle est construite en pierre de taille volcanique et en arkose, et est recouverte d'ardoise.
Elle présente un plan centré octogonal prolongé par une abside semi-circulaire.
Chaque façade de la chapelle est ornée de mosaïques de pierres polychromes surmontant un arc en saillie soutenu par deux colonnes surmontées de chapiteaux sculptés très stylisés.
Les voussures de ces arcs sont ornées de boules et de claveaux polychromes pour certains d'entre eux.
Certains d'entre eux sont ornés d'un arc trilobé, type le plus simple de l'arc polylobé, caractéristique de l'architecture omeyyade du califat de Cordoue qui se répandit dans l'architecture romane française par le biais de l'influence des pèlerins le long des grandes routes françaises du Pèlerinage de Saint-Jacques-de-Compostelle et, en particulier, le long de la Via Podiensis qui passe par Aiguilhe.
Dominique Kaeppelin, artiste plasticien sculpteur du Puy-en-Velay a aménagé le chœur et réalisé une croix.

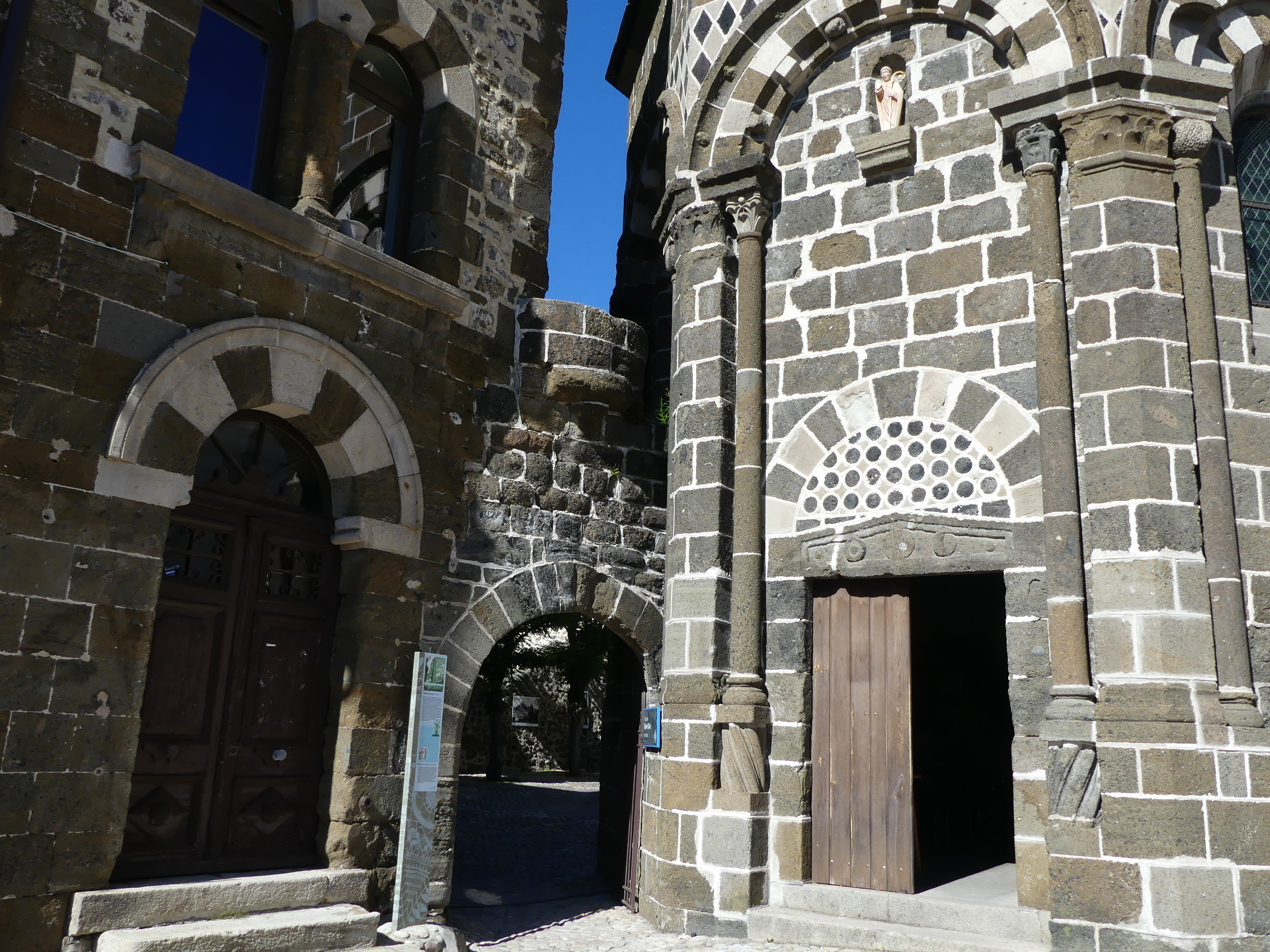
Chapelle, hôpital Saint-Nicolas et porte de la ville.
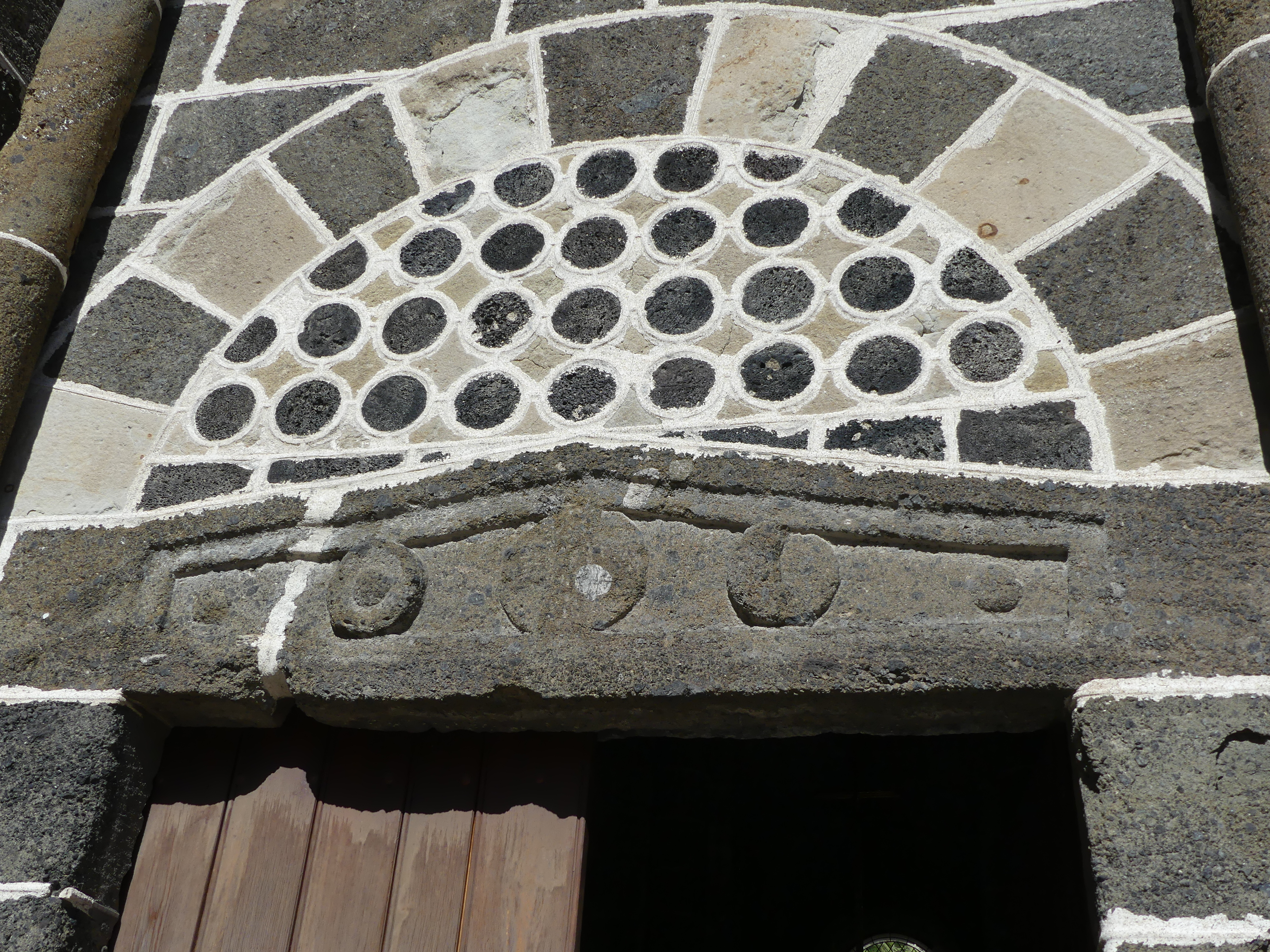
Porte principale sud et linteau monolithique.
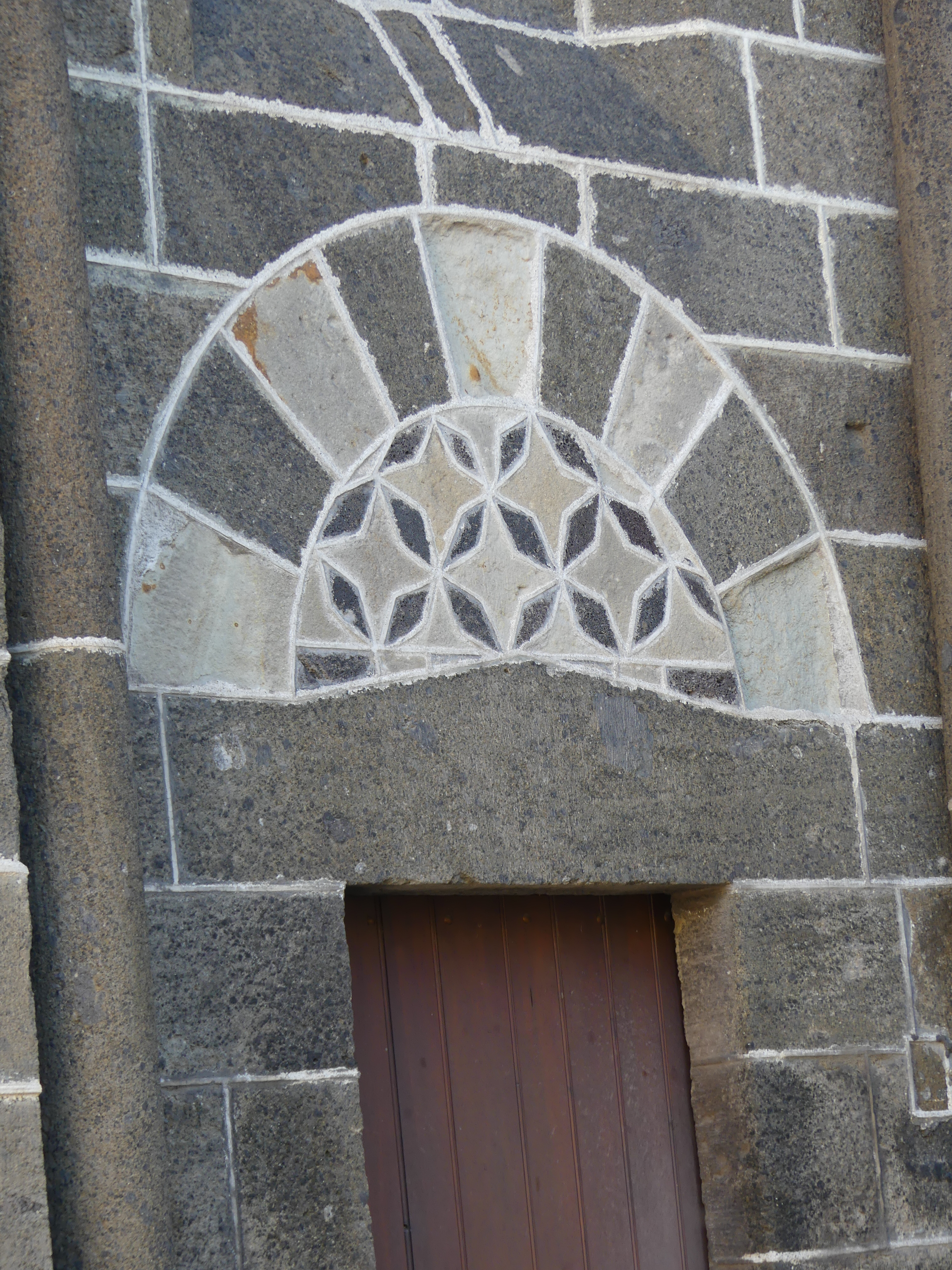
Petite porte nord.
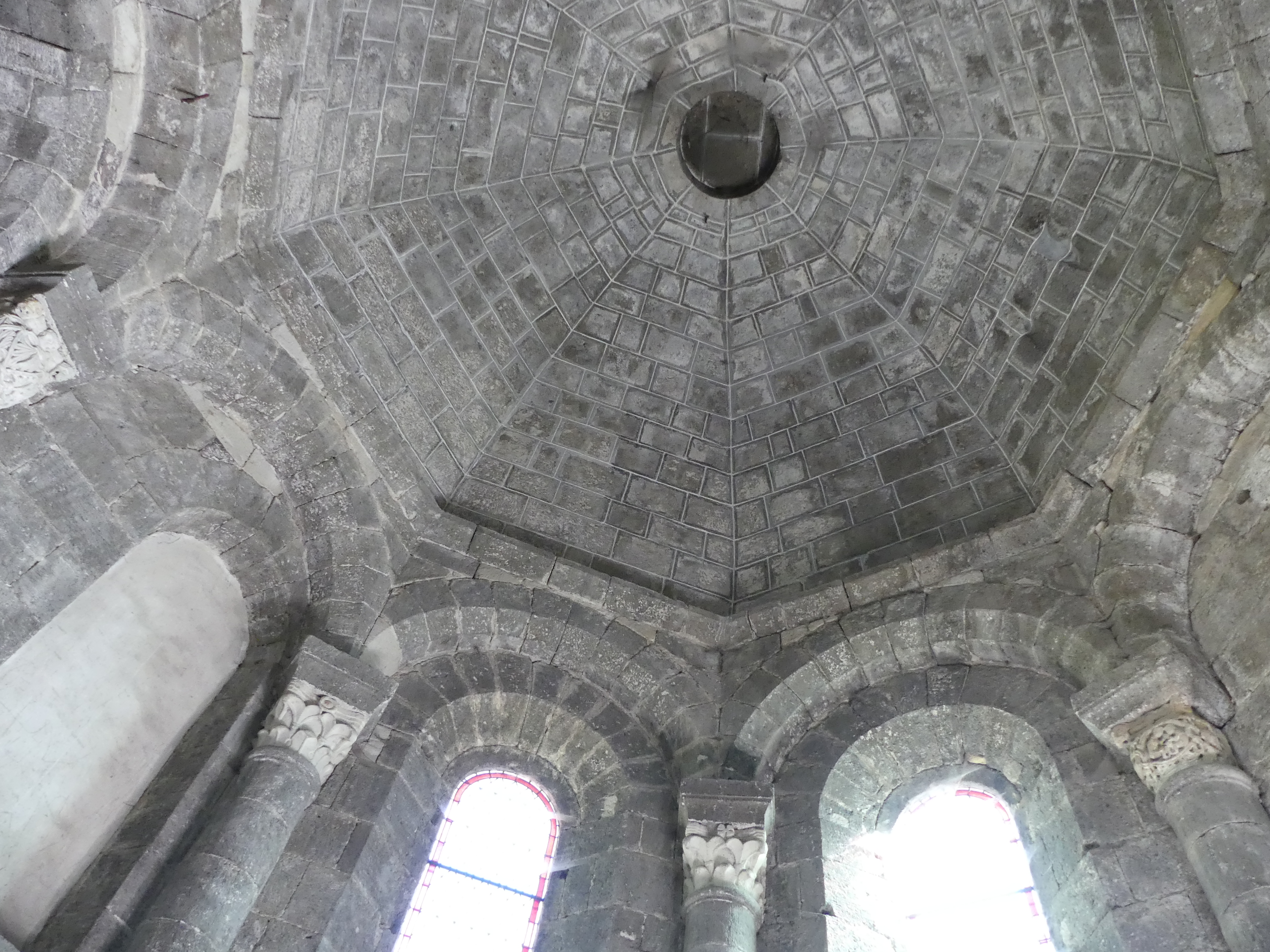
Coupole sur chapiteaux.
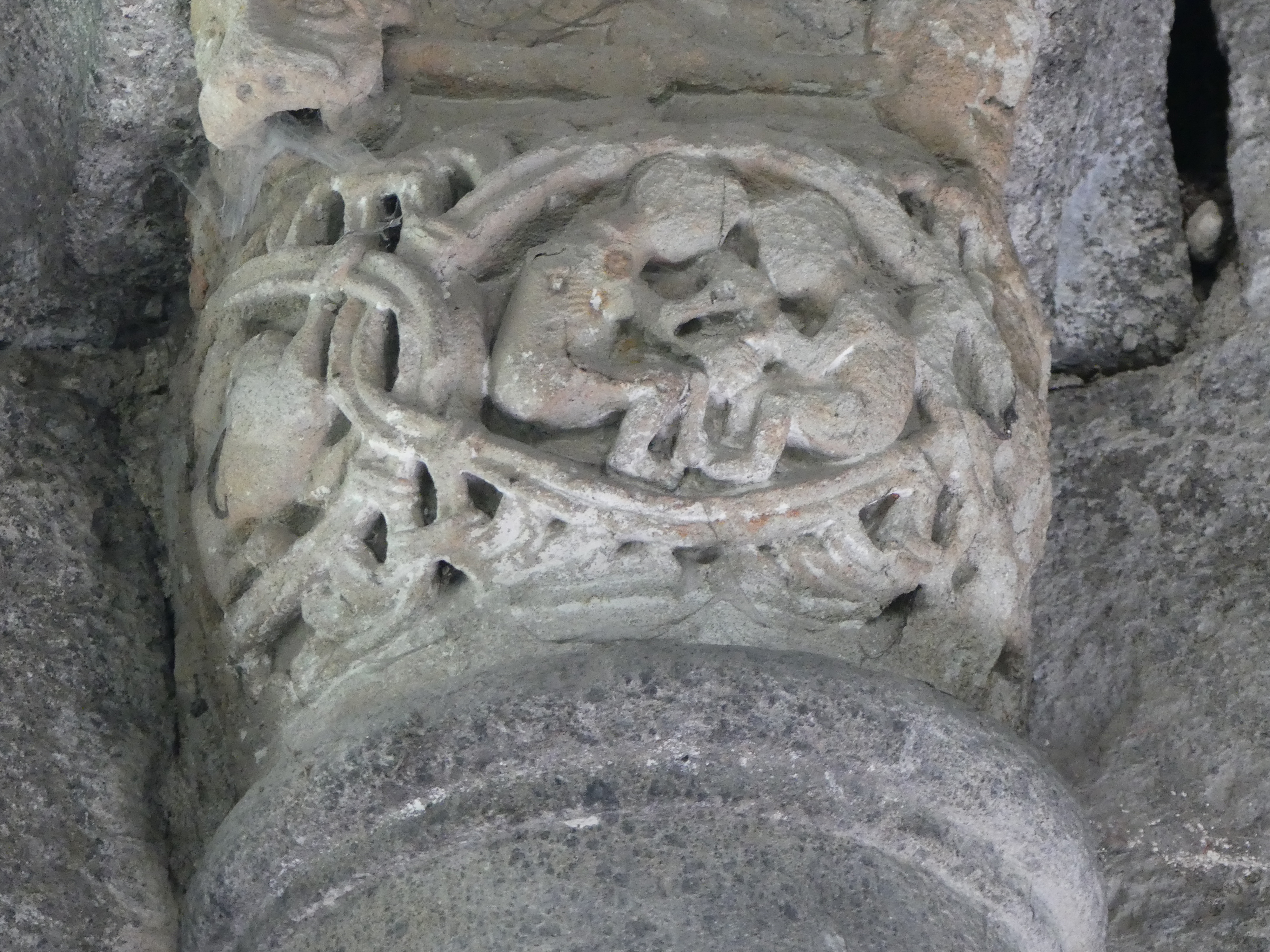
Chapiteau historié.
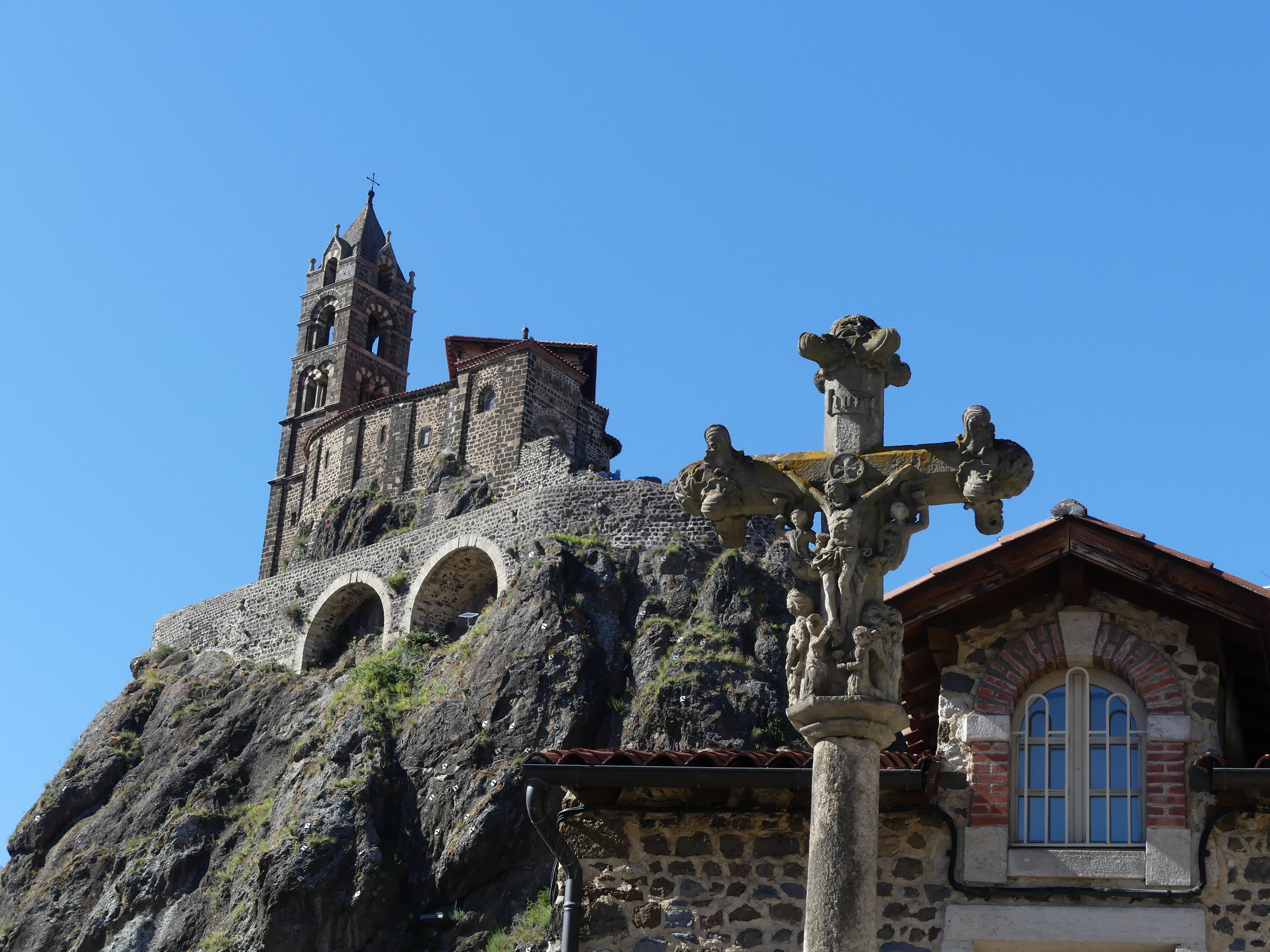
Sur la place, copie calvaire renaissance et l'église Saint-Michel.